# 제10방면함대
제10방면함대(第十方面艦隊 다이쥬호멘칸타이[*])는 태평양 전쟁 말기에 활동한 일본 제국 해군의 함대로, 싱가포르를 중심으로 인도차이나반도와 인도네시아를 관할하였다. 사령장관과 참모장은 예속부대인 제1남견함대, 제13항공함대의 사령장관과 참모장을 겸임하였다.

## 역사
2차 필리핀 전역에 따라 루손 전투, 뒤 이어 마닐라 전투의 결과로 남서방면함대와 제3남견함대 지휘부가 내지 산악에 고립되었다. 이에 남서방면함대가 지휘하는 프랑스령 인도차이나의 제1남견함대와 네덜란드령 동인도의 제2남견함대와의 연계가 불가능해지자, 이를 해결하기 할 목적으로 대본영에서 1945년 2월 5일, 지휘통제를 위해 제10방면함대가 창설하였다.
3월 10일, 폐지되는 제4남견함대의 전력을 병합하였다.
9월 2일, 싱가포르에서 항복하였다.

## 조직

### 지휘부
사령장관
1. 중장 후쿠도메 시게루; 1945년 2월 5일 ~ 종전

참모장
1. 소장 아사구라 분지; 1945년 2월 5일 ~ 종전

### 편성
- 제1남견함대, 말레이/인도차이나
- 제2남견함대, 인도네시아
- 제13항공함대

사령부 직속
1945년 2월 5일, 창설 당시
- 제5전대 - 중순양함 하구로, 아시가라
- 포함 "난카이", 측량함

1945년 6월 1일
- 제5전대 - 하구로[fn 1][fn 2]
- 경순양함: 이스즈[fn 3][fn 2]
- 포함 "난카이"
- 제33, 105방공대
- 제36, 201, 202, 203, 224, 232설영대
- 제25근거지대
  - 설영함 "와카타카", 수뢰정 "키지"
  - 제7, 20, 21, 26, 27, 29경비대
- 제27특별근거지대
- 제28근거지대
  - 제18경비대

## 참고

### 자료
- D'Albas, Andrieu (1965). 《Death of a Navy: Japanese Naval Action in World War II》 (영어). Devin-Adair Pub. ISBN 0-8159-5302-X.
- Dull, Paul S. (1978). 《A Battle History of the Imperial Japanese Navy, 1941-1945》 (영어). Naval Institute Press. ISBN 0-87021-097-1. (가입 필요).
- Lacroix, Eric; Wells, Linton (1997). 《Japanese Cruisers of the Pacific War》 (영어). Naval Institute Press. ISBN 0-87021-311-3.
- Winton, John (1981). 《Sink the Haguro》 (영어). Saunders of Toronto Ltd. ISBN 0-85422-152-2.